# 춤춰요 폼포코링
《춤춰요 폼포코링》(일본어: おどるポンポコリン 오도루 퐁포콜린[*])은 일본의 음악 그룹인 B.B. 퀸즈의 싱글. 텔레비전 애니메이션《마루코는 아홉살》의 주제가이다. 1990년 오리콘 싱글 차트 1위. 남코의 음악 게임 태고의 달인과 코나미의 DDR 5th mix에 수록되어있다.

## 업적
- 제32회 일본 레코드 대상(팝스 락 부문) 수상[2]
- 제5회 일본 골드 디스크 대상 그랑프리·싱글상 수상[2]